# Traba

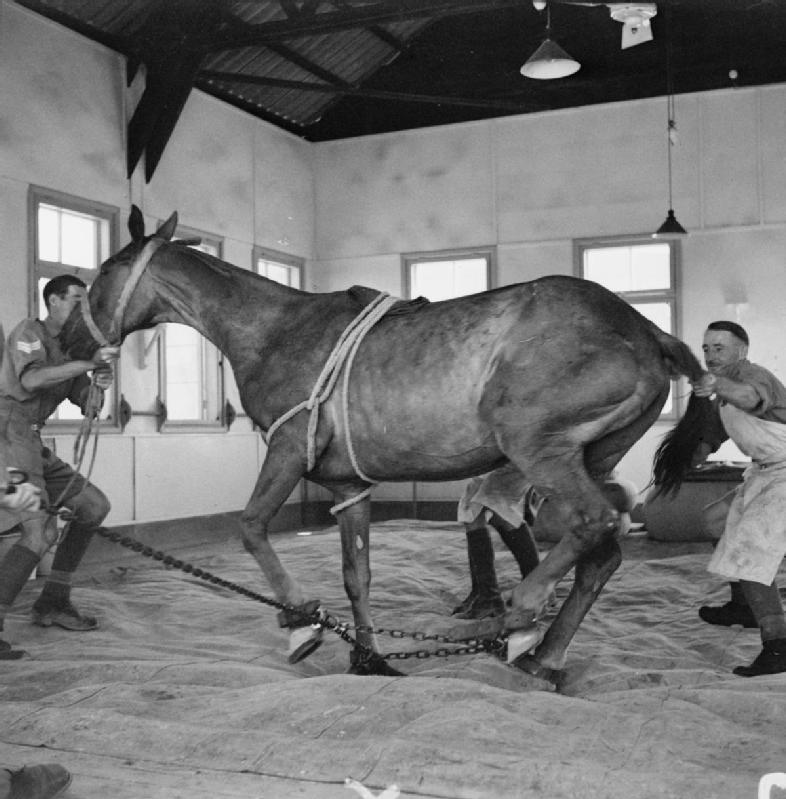
Caballo con traba para ser derribado

Las verdaderas trabas son unas correas cortas, anchas, con una hebilla fuerte en uno de sus extremos donde viene a enhebillarse el otro. Tienen además una anilla de hierro por donde pasan las cadenas o cuerdas que han de servir para determinar los medios de unión y las distancias que ha de haber de unas a otras. Se colocan en las cuartillas de los animales, debiendo tener una almohadilla en su parte interna para no hacer rozaduras; no deben comprimir pero tampoco estar tan flojas que los animales puedan sacárselas sin soltar las hebillas. Sirven las trabas para tirar a tierra a los animales cuando hay que practicarles alguna operación.
La costumbre de trabar a los que pasturan acarrea grandes perjuicios pues no solo falsean los aplomos y hace que se rocen los remos, sino que originan caídas, fracturas y aun el aborto. Siempre son perjudiciales para los potros y muletos. A los que tienen mucho peso creen algunos que es conveniente trabarlos de las manos pues si acostumbran a echarse y levantarse con las manos muy separadas suelen relajarse de los pechos, pero siendo tan natural la acción de echarse y levantarse lo harán sin necesidad de castigarlos poniéndoles trabas. Cuando las trabas descritas son más fuertes y toscas se llaman trabones y algunas veces unas y otros suelen tener una barreta de hierro que va de una a otra. Son muy convenientes cuando los animales tienen alguna herida o untura de corvejones y rodillas abajo y no se quiere que se rasquen y perjudiquen.